# Козакевич Павло Павлович
Павло́ Па́влович Козаке́вич, в еміграції Paul Kozakevich (2 (14) січня 1898, Перм, РФ — після 1974) — український вчений-хімік, під час Німецько-радянської війни — обер-бургомістр Харкова (1943 р.).

## Життєпис
Павло Павлович Козакевич народився 14 січня 1898 року у Пермі в родині гірничого інженера Павла Павловича Козакевича (Казакевича) та його дружини Галині Владиславівни Козакевич-Брайчевської. Вищу освіту здобував в Одеському університеті, по закінченні якого, з 1923 року, працював у Харківському інституті народної освіти, Інституті охорони праці та в інших закладах. У 1930-і рр. був завідуючим фізико-хімічною лабораторією НДІ хімії при Харківському університеті. У 1931—1941 роках викладав у Харківському хіміко-технологічному інституті. Від 1935 р . — професор.
У 1931 році, його батько, на той час професор Харківського інституту народного господарства, був заарештований з обвинуваченнями в участі в контр-революційній організації.
Від початка листопада 1941 р., під час окупації Харкова німецькими військами — керівник відділу соціального опікування Харківської міської управи. Від 15 березня до 30 квітня 1943 р. (підчас повторної окупації Харкова німцями) — міський голова.
Після війни Козакевич перебував у Франції, працював у сфері металургії, займався дослідженням поверхневих та об'ємних властивостей розплавів металів та оксидів металів. В часописі «Revue Metallurgie» та в ряді інших видань у 1949—1974 рр. опубліковано близько 40 його праць за даною тематикою.

## Обрані праці
- Stufenweise Hydrolyse und Adsorptionsgleichgewich // Zeitschrift für physikalische Chemie. 1924. Bd. 108;
- Adsorptionsbeeinflussung, Aktivität und Solvatation in Salzlösungen // Zeitschrift für physikalische Chemie. 1930. Bd. 150 (співавт.);
- О влиянии нейтральных солей на свойства растворов неэлектролитов. Ч. 1 // Журн. общей химии. 1931. Т. 1, вып. 1 (співавт.);
- Действие нейтральных солей в неводных растворителях // Тр. Ін-ту химії. Харків, 1935. Т. 1;
- Part played by surface phenomena in elimination of solid inclusions in a metal bath // Revue Metallurgie. 1968. Vol. 65, № 9 (співавт.);
- Role of surface phenomena in mechanism used for eliminating solid inclusions // Revue Metallurgie. 1971. Vol. 68, № 10 (співавт.).

### Рекомендована література
- Город и война: Харьков в годы Великой Отечественной войны :  [рос.] / Сост. С. М. Куделко, С. И. Посохов, Е. В. Дьякова. — Санкт-Петербург : Алетея, 2013. — 568 с. — ISBN 978-5-91419-717-6.